# Ghiacciaio Vestreskorve
Il ghiacciaio Vestreskorve (in norvegese, letteralmente: Versante occidentale) è un ghiacciaio situato sulla costa della Principessa Astrid, nella Terra della Regina Maud, in Antartide. Il ghiacciaio, il cui punto più alto si trova a oltre 1950 m s.l.m., si trova in particolare nei monti Mühlig-Hofmann e fluisce verso nord-ovest a partire da una posizione a sud del monte Breplogen, poco a occidente del ghiacciaio Austreskorve (in norvegese, letteralmente: Versante orientale), scorrendo sul versante occidentale del monte Svarthamaren.

## Storia
Il ghiacciaio Vestreskorve è stato mappato per la prima volta dalla sesta spedizione antartica norvegese, 1956-60, grazie a fotografie aeree scattate nel corso della stessa spedizione, che lo ha poi anche battezzato con il suo attuale nome.